# Mane, Alpes-de-Haute-Provence
Mane (occitanska: Mana) är en kommun i departementet Alpes-de-Haute-Provence i regionen Provence-Alpes-Côte d'Azur i sydöstra Frankrike. Kommunen ligger  i kantonen Forcalquier som ligger i arrondissementet Forcalquier. År 2022 hade Mane 1 390 invånare.

## Befolkningsutveckling
Antalet invånare i kommunen Mane
Referens: INSEE